# Ur lifvet IV
Ur lifvet IV är en bok av Anne Charlotte Leffler, utgiven 1886 på Hæggströms förlag. Boken innehåller endast romanen En sommarsaga.

### Fotnoter
1. ↑  ”Ur lifvet”. Libris.kb.se. http://libris.kb.se/hitlist?q=Anne+Charlotte+Leffler+Ur+lifvet&r=&f=simp&t=v&s=rc&g=&m=50. Läst 3 december 2012.